# Philipp Jakob Oberkampf
Philipp Jakob Oberkampf (* 14. November 1714 in Vaihingen/Enz; † 23. Juni 1781 in Aarau) war ein deutsch-schweizerischer Pionierunternehmer der Textil-Färberei und des Stoffdruckes.

## Herkunft und Familie
Oberkampf war der älteste Sohn des Färbers Matthäus Oberkampf und der Anna Sophia Volz. Bereits sein Großvater war in Vaihingen als Färber tätig. Oberkampf heiratete 1735 in Ingelfingen, Anna Magdalena Amalia Sehm (1715–1779), mit der er zwei Kinder hatte:
- Christoph Philipp (1738–1815)  ⚭ 1785 Anne Massieu de Clerval (1756–1816)
- Sophie-Dorothée (1742–1792)  ⚭ 1760 Johannes Widmer (1734–1792)

## Leben
Oberkampf stammte aus dem württembergischen Vaihingen, wo schon sein Vater das Gewerbe eines Färbers betrieb. Im Alter von 18 Jahren begab er sich auf Wanderschaft um Berufskenntnisse zu erwerben. Er kehrte in den väterlichen Betrieb zurück, wo er nun mit der Technik der Reservage weiße Muster auf blauem Grund herstellen konnte. Versuche sich in Fulda, Mainz oder Straßburg als Färber dauerhaft anzusiedeln schlugen fehl. Schließlich ließ er sich in Wiesenbach im damaligen Fürstentum Ansbach nieder, wo 1738 sein Sohn Christophe-Philippe geboren wurde. Nächste Station war 1744 eine Färberei die beim Kloster Heilsbronn in Betrieb war und ihn angeworben hatte. Hier färbte er Flanell, das dann noch mit Hilfe von Kupferplatten zweifarbig bedruckt wurde. Auch seine Kenntnisse im Leinwand- und Kattundruck baute er aus. Er erhielt ein Angebot aus Basel, wo er 1750 bis 1752 in der Kattunfabrik Ryhiner arbeitet. Der Versuch 1752 in Lörrach eine Stoffdruckerei zu errichten musste bereits bald nach der Aufnahme der Produktion wegen mangelndem Kapital wieder abgebrochen werden. Gleichwohl war seine Lörracher Gründung die Keimzelle der KBC Manufaktur Koechlin, Baumgartner & Cie. GmbH, die später zur größten Stoffdruckerei Europas wurde. 1753 konnte er bei Samuel und Etienne Brutel de la Rivière beim Schloss Schafisheim im aargauischen  Bezirk Lenzburg die Leitung einer Indienne-Druckerei übernehmen. Nach einem Streit mit den Inhabern konnte er sich 1755 in Aarau wieder selbständig machen. Der Betrieb wurde später nach Othmarsingen bei Lenzburg verlegt, wo sich seine Manufaktur langsam zum Industriebetrieb weiter entwickelte. Am 23. Februar 1779 wurde in Aarau eingebürgert.
Sein Sohn, Christoph Philipp, schenkte 1776 den Eltern das Landgut Binzenhof in Aarau, wo Oberkampf im Alter von 66 Jahren verstarb.